# Salate de los Tapias
Salate de los Tapias är en ort i Mexiko.   Den ligger i kommunen Culiacán och delstaten Sinaloa, i den västra delen av landet, 1 000 km nordväst om huvudstaden Mexico City. Salate de los Tapias ligger 106 meter över havet och antalet invånare är 250.
Terrängen runt Salate de los Tapias är platt åt sydväst, men åt nordost är den kuperad. Runt Salate de los Tapias är det glesbefolkat, med 8 invånare per kvadratkilometer. Närmaste större samhälle är Culiacán, 18,6 km nordväst om Salate de los Tapias. I omgivningarna runt Salate de los Tapias växer huvudsakligen savannskog.